# تامون

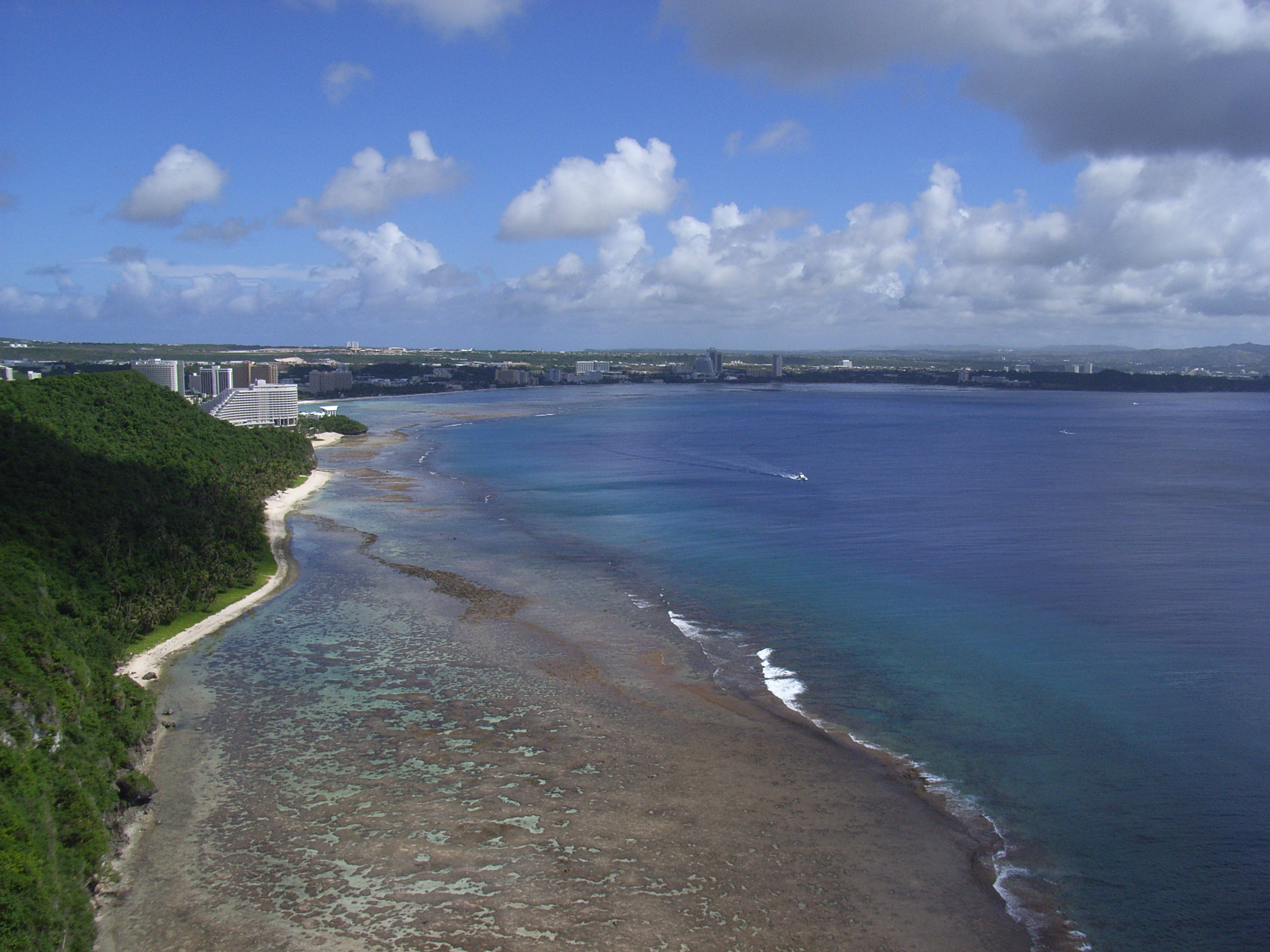
نمایی از ساحل تامون.

تامون (چامورو: Tomhom) یک منطقه در شمال غربی کشور گوآم است که مرکز توریستی این کشور محسوب میشود، تامونینگ از روستاهای پرجمعیت این منطقه است. 
از هتل‌های مستقر در این منطقه میتوان به هتل کلوب جزایر پاسیفیک، هتل نیکو، هتل هایت رجنسی اشاره کرد.

## نگارخانه

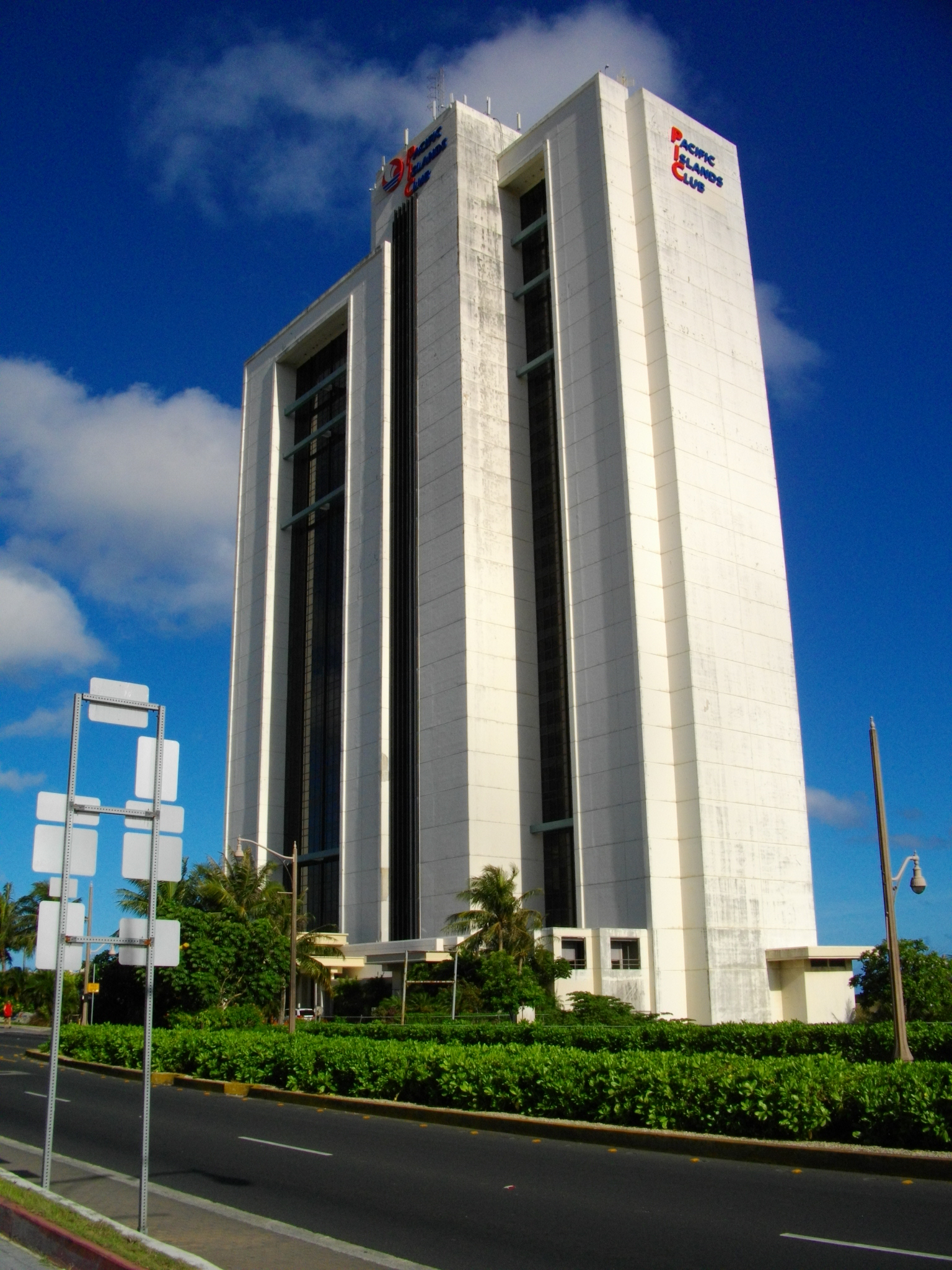
هتل کلوب جزایر پاسیفیک
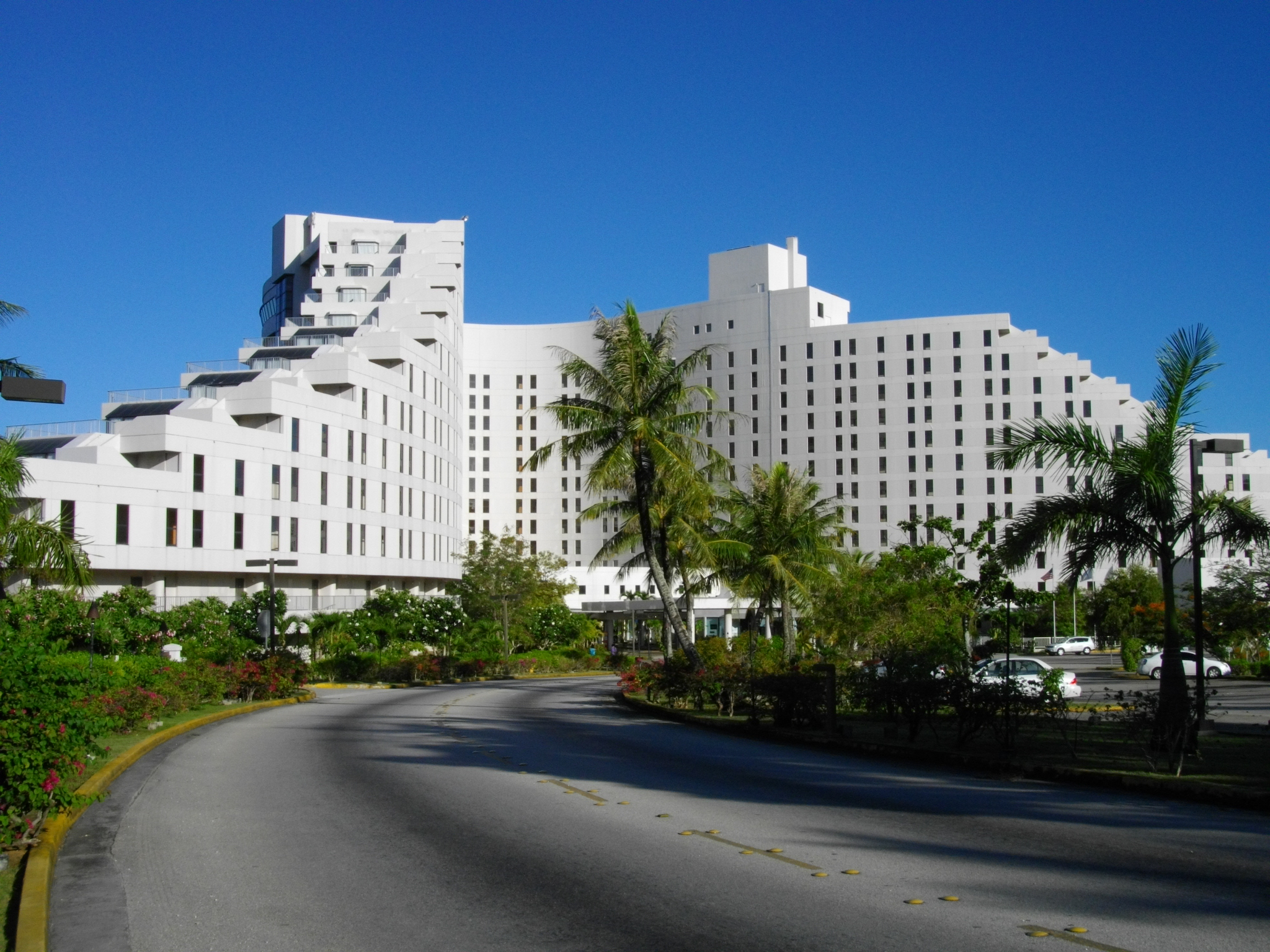
هتل نیکو
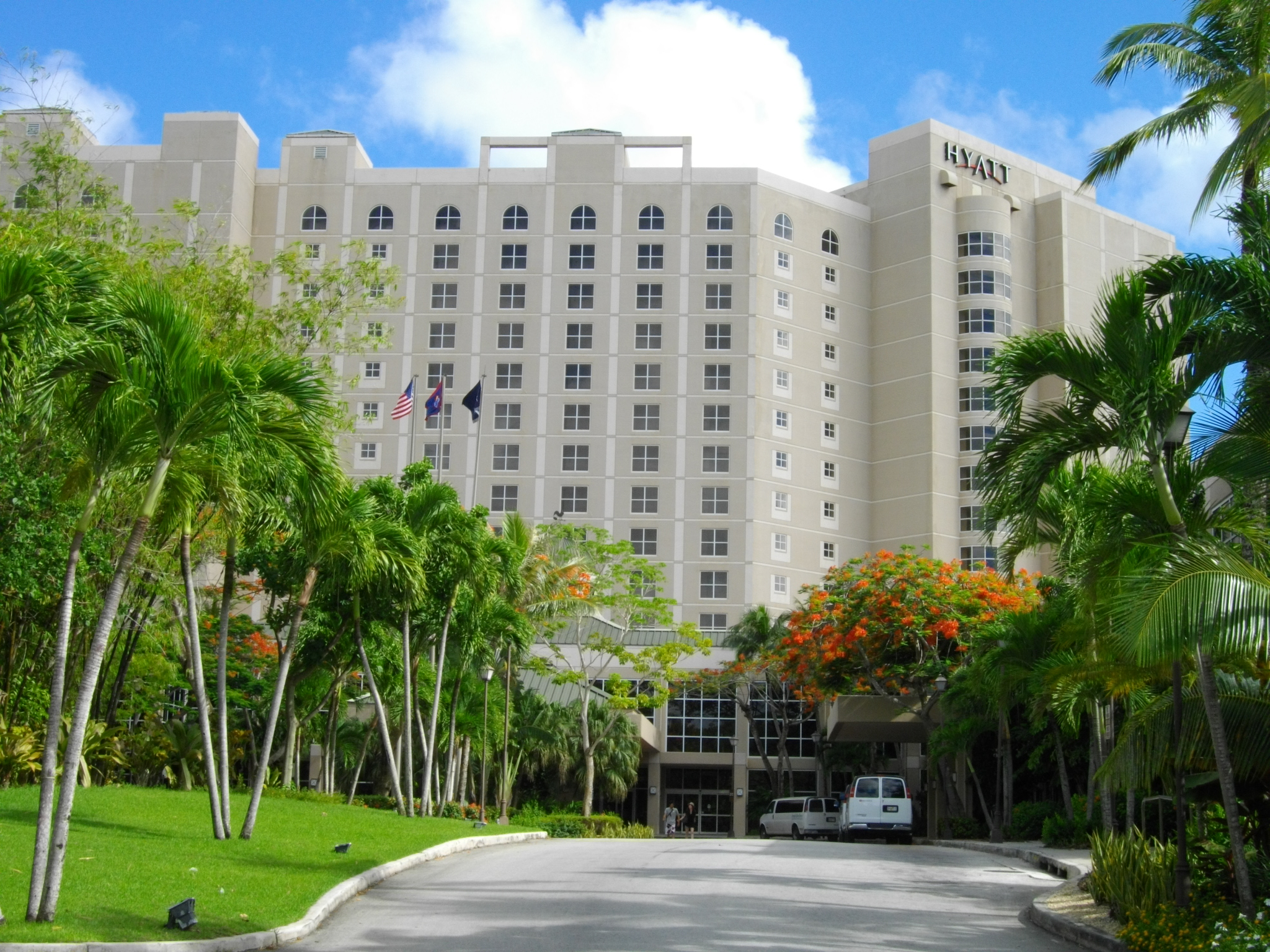
هتل هایت رجنسی
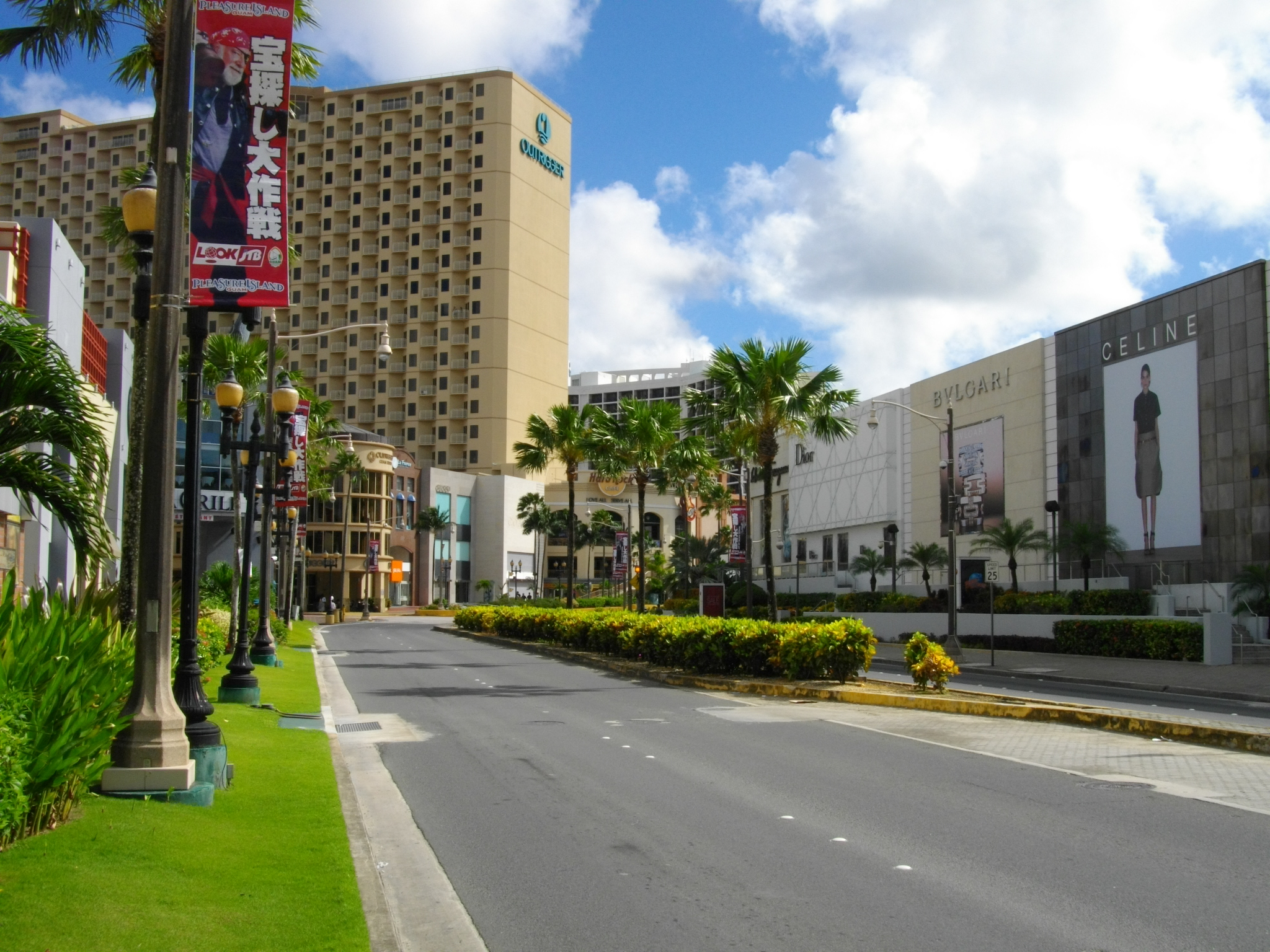
مرکز شهر جزیره پلژر
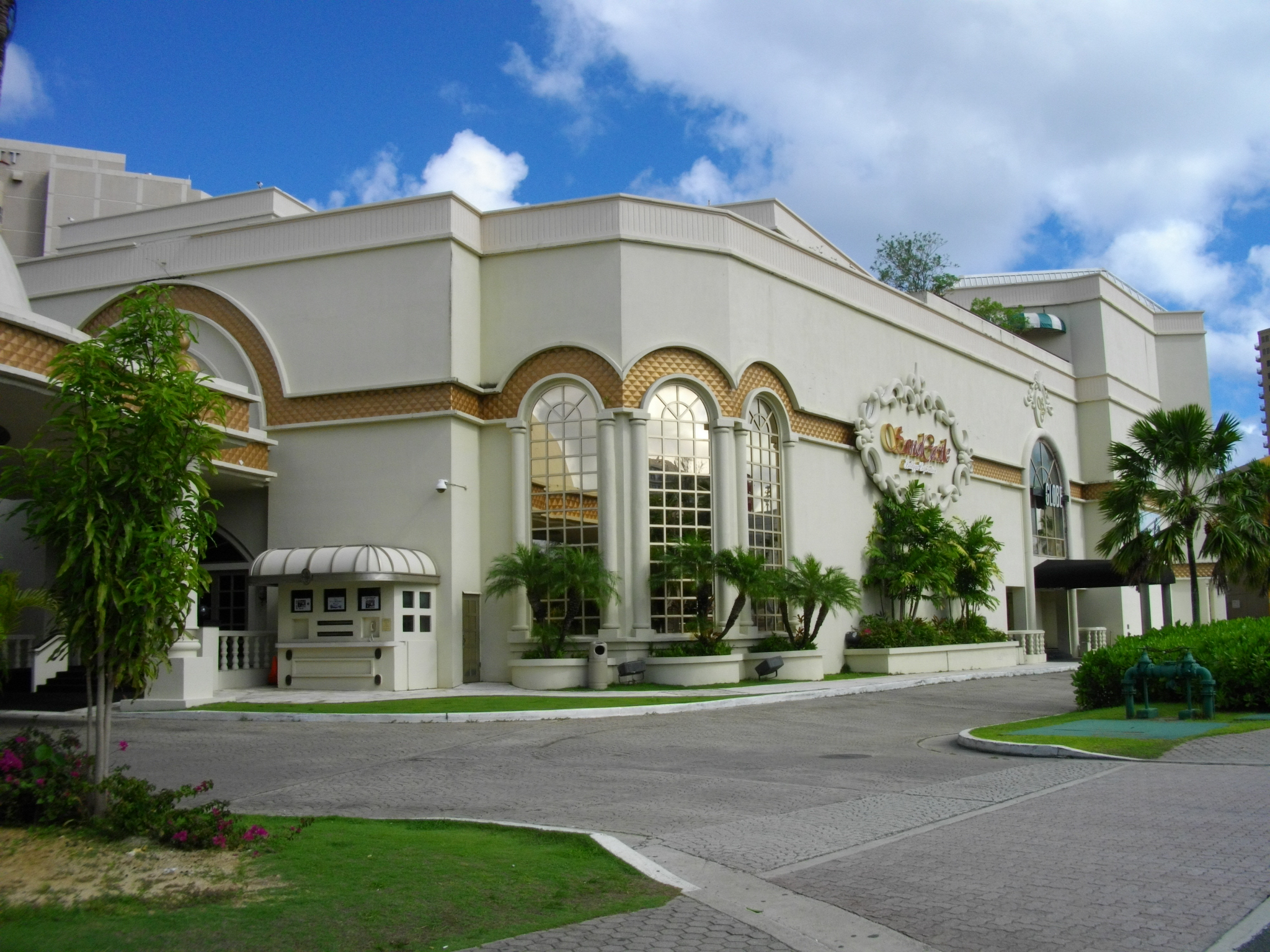
ساندکاسل
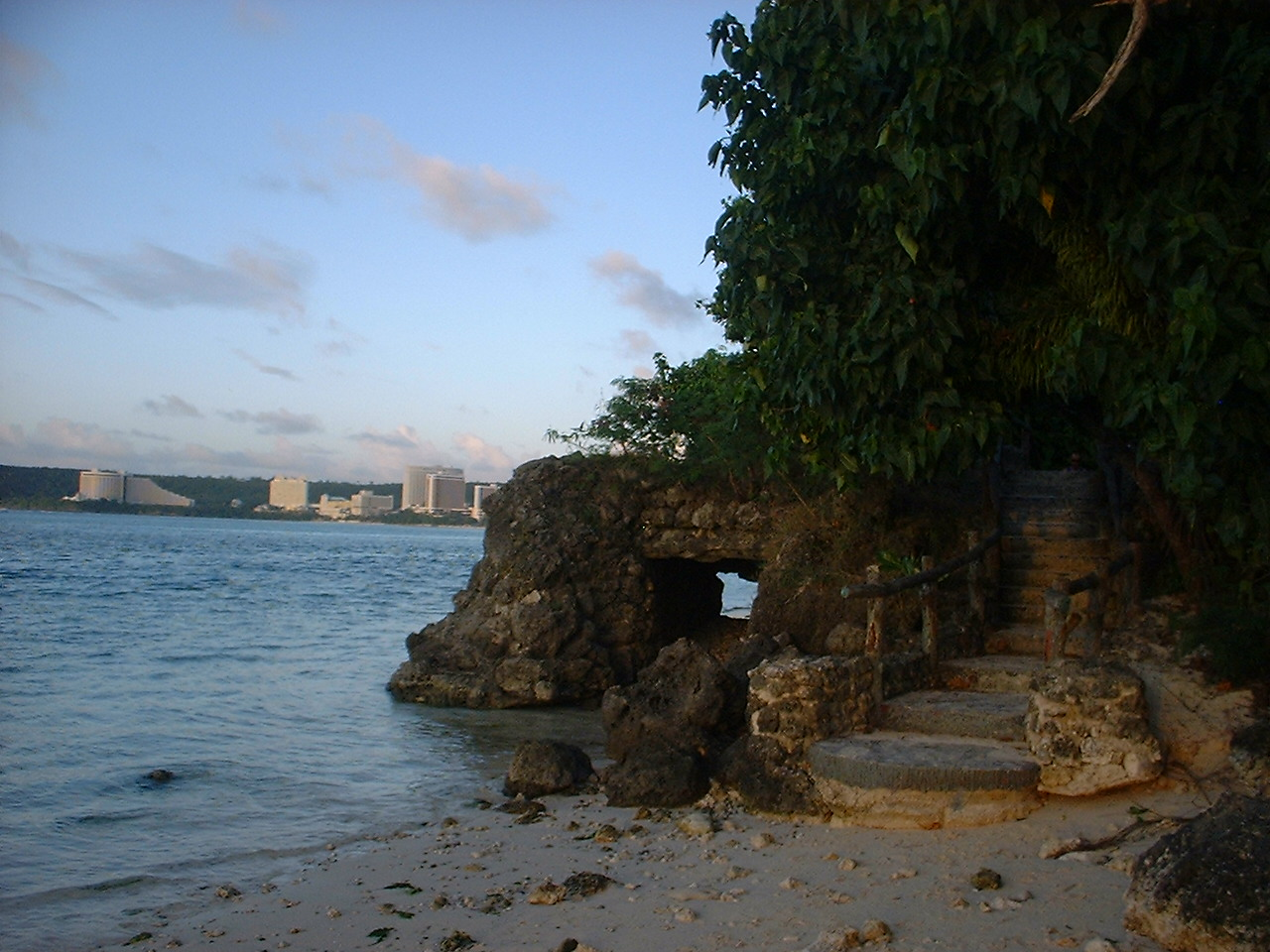
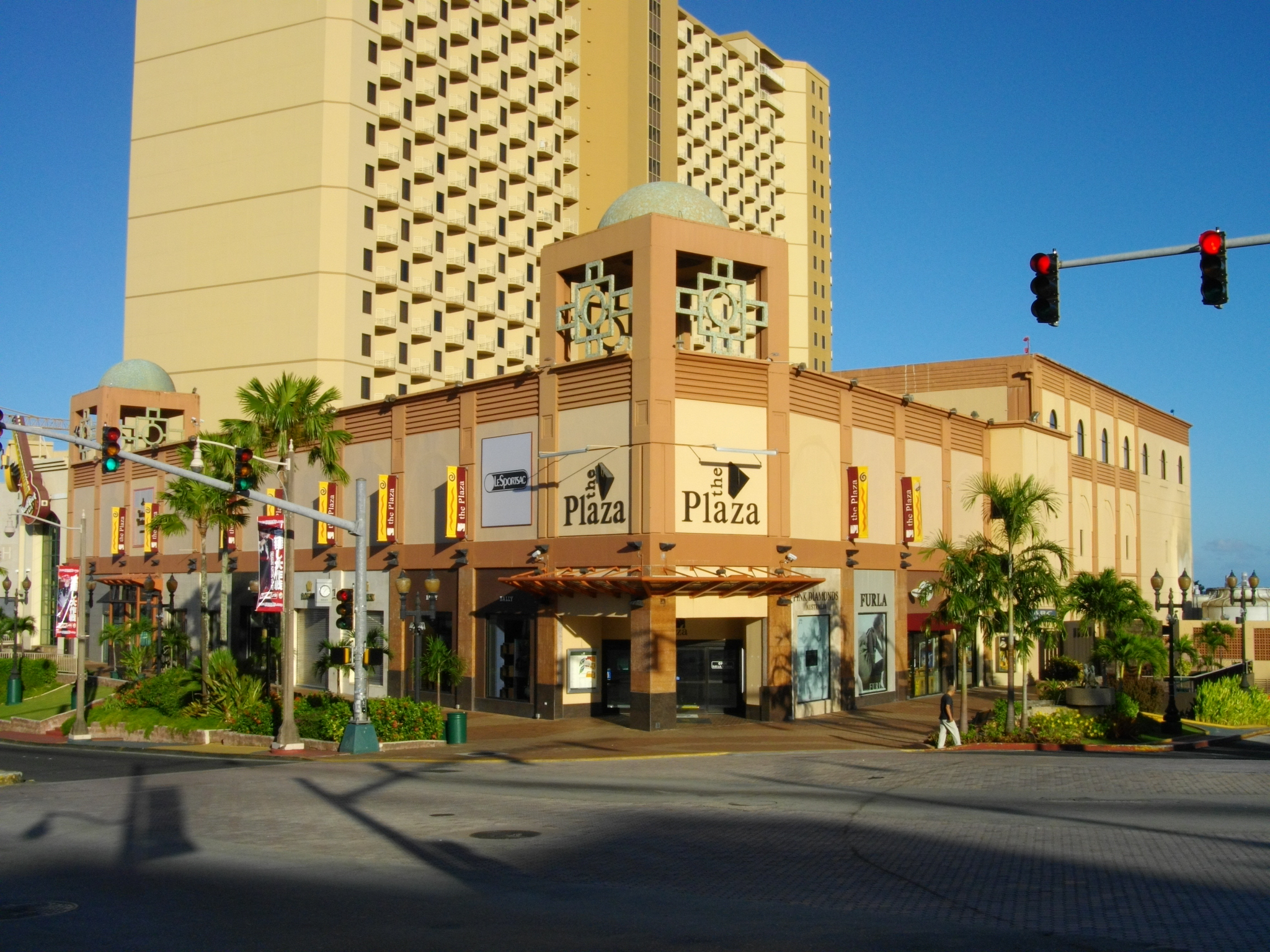
مرکز خرید پلازا
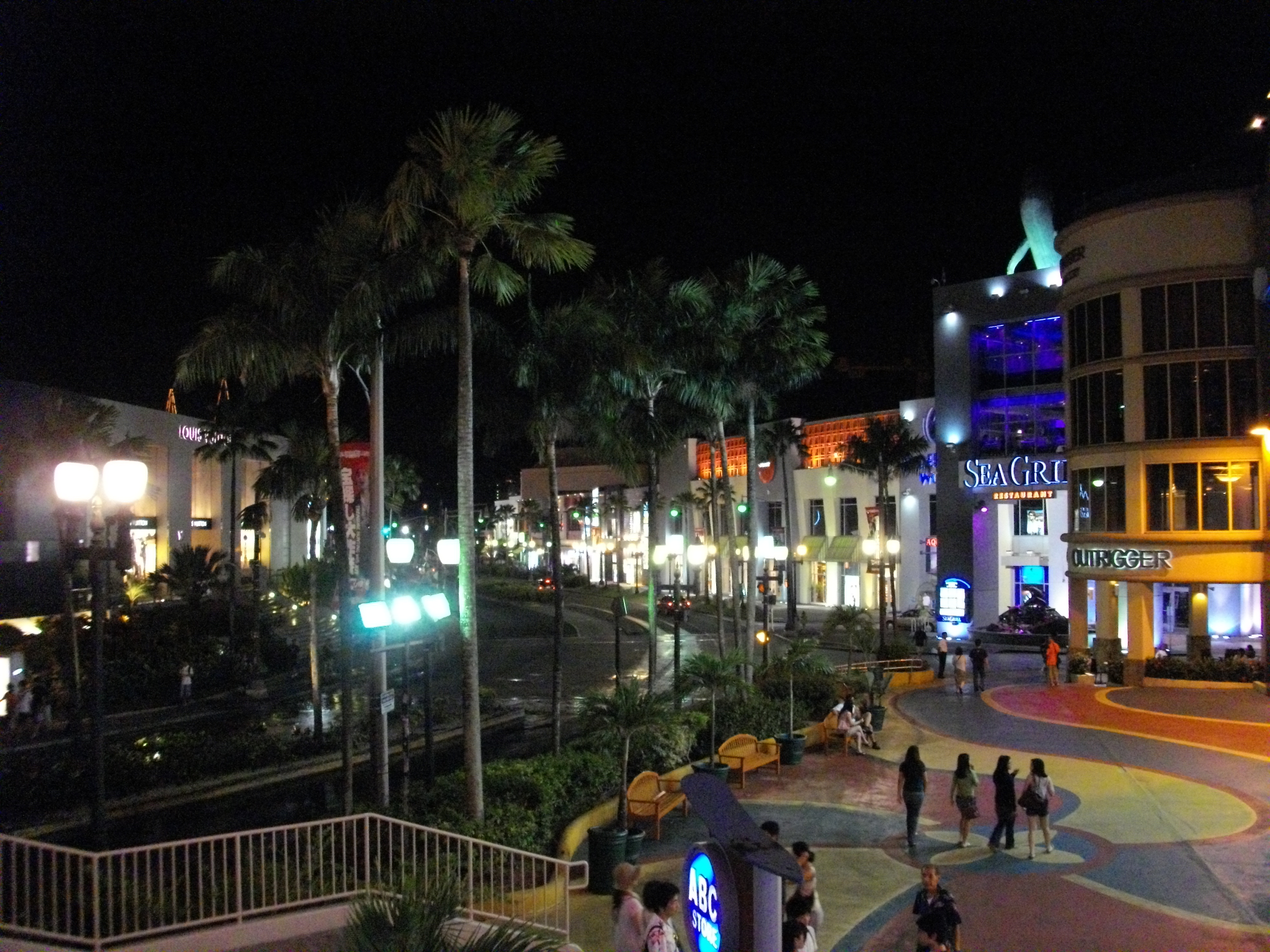
جزیره پلاژر در شب
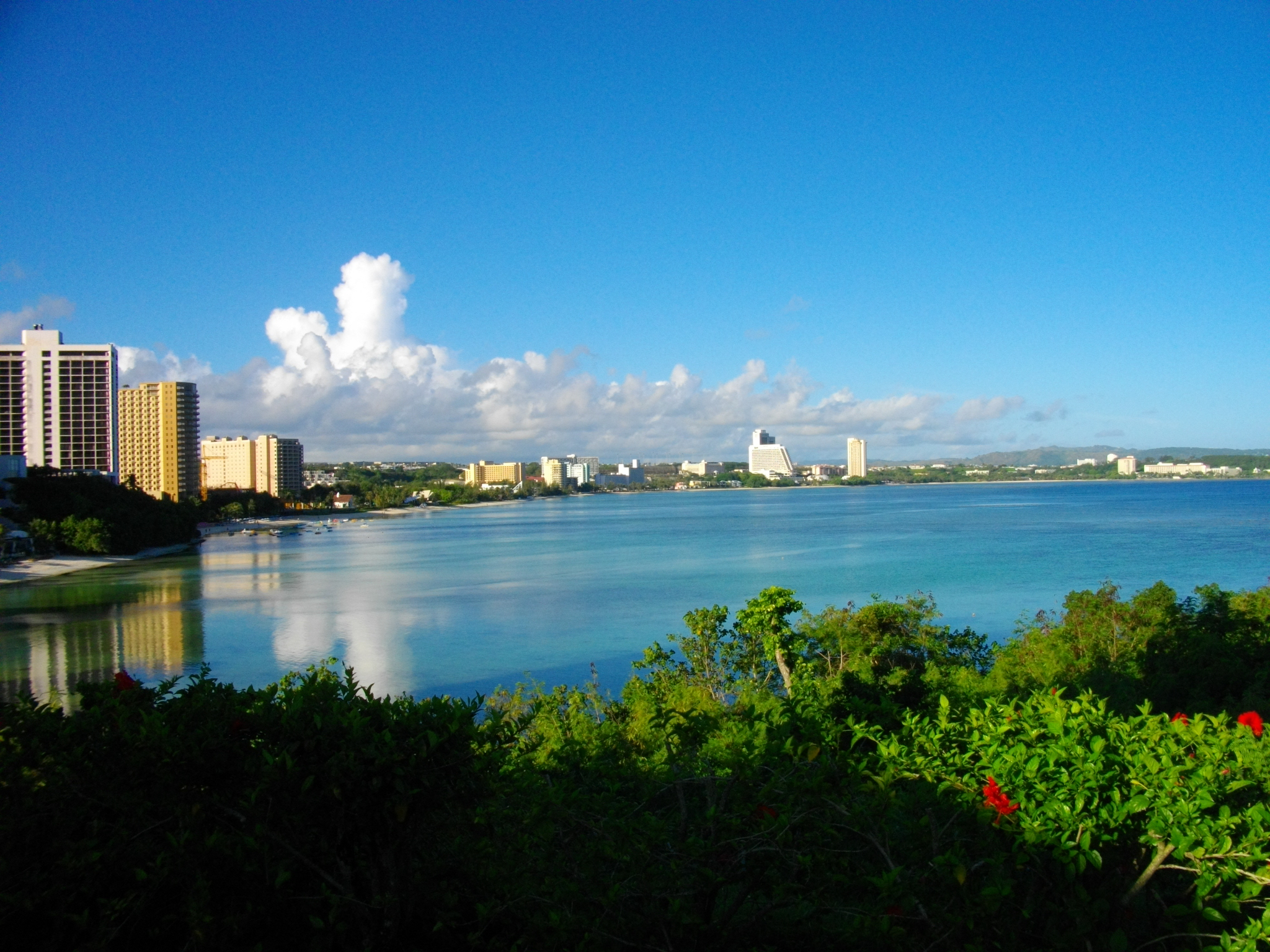
خلیج تامون و هتل راو
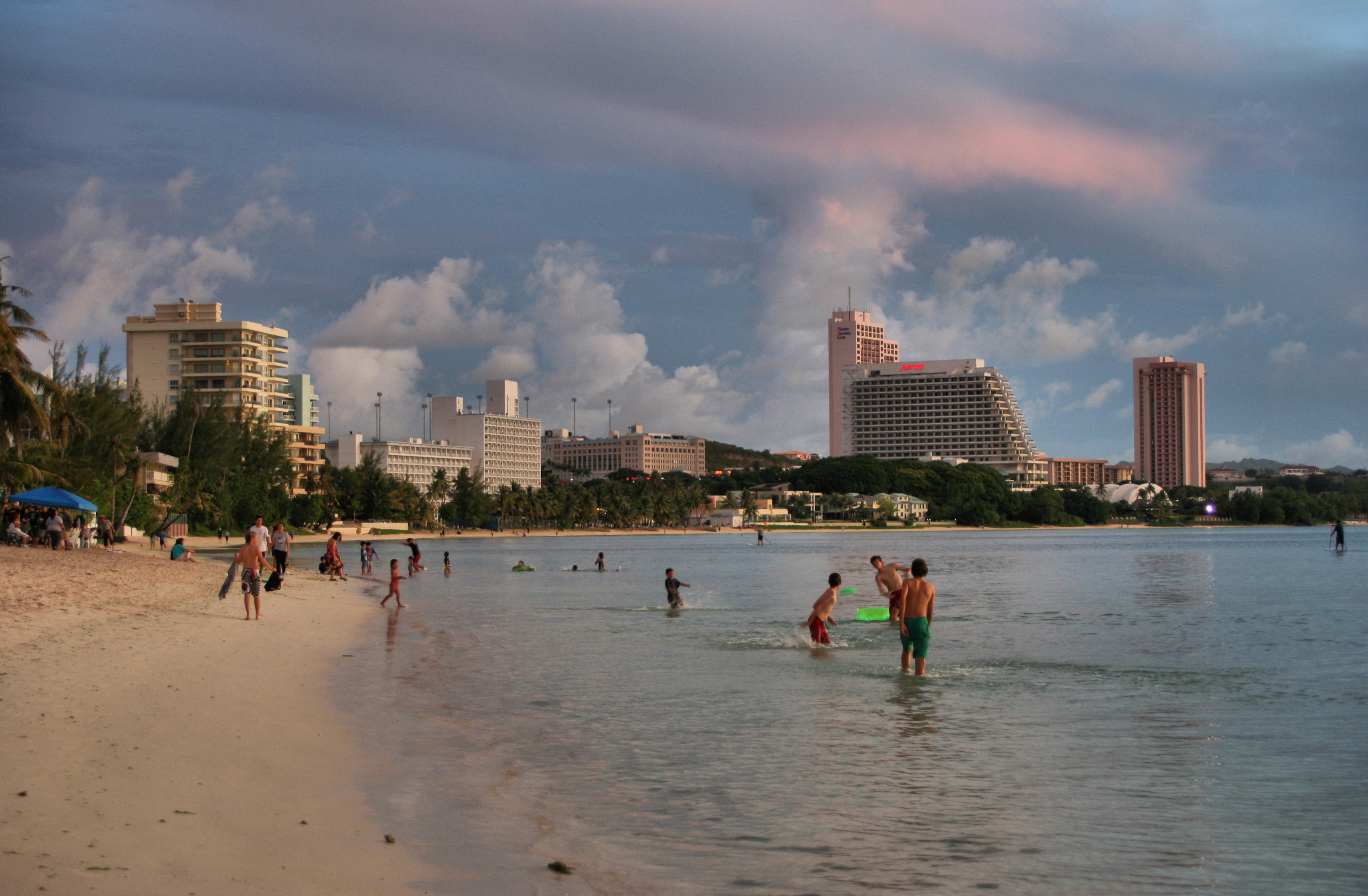
سواحل تامون